# Szwajcaria na Mistrzostwach Świata w Lekkoatletyce 2013
Reprezentacja Szwajcarii na Mistrzostwach Świata w Lekkoatletyce 2013 liczyła 19 zawodników.

## Występy reprezentantów Szwajcarii

### Mężczyźni
| Konkurencja   | Zawodnik                   | Runda 1  | Runda 1 | Półfinał | Półfinał | Finał    | Finał   |
| Konkurencja   | Zawodnik                   | Rezultat | Pozycja | Rezultat | Pozycja  | Rezultat | Pozycja |
| ------------- | -------------------------- | -------- | ------- | -------- | -------- | -------- | ------- |
| Bieg na 200 m | Alex Wilson                | 21,11    | 37.     | NQ       | NQ       | NQ       | NQ      |
| Maraton       | Christian Kreienbühl       | —        | —       | —        | —        | 2:21:17  | 35.     |
| Maraton       | Michael Ott                | —        | —       | —        | —        | 2:26:02  | 41.     |
| Chód na 20 km | Alejandro Francisco Florez | —        | —       | —        | —        | 1:35:01  | 51.     |

### Kobiety

#### Konkurencje biegowe
| Konkurencja                   | Zawodnik                                                      | Runda 1    | Runda 1 | Półfinał | Półfinał | Finał        | Finał   |
| Konkurencja                   | Zawodnik                                                      | Rezultat   | Pozycja | Rezultat | Pozycja  | Rezultat     | Pozycja |
| ----------------------------- | ------------------------------------------------------------- | ---------- | ------- | -------- | -------- | ------------ | ------- |
| Bieg na 200 m                 | Mujinga Kambundji                                             | 23,24 (PB) | 26.     | NQ       | NQ       | NQ           | NQ      |
| Bieg na 100 m przez płotki    | Noemi Zbären                                                  | 13,59      | 32.     | NQ       | NQ       | NQ           | NQ      |
| Bieg na 3000 m z przeszkodami | Fabienne Schlumpf                                             | DSQ        | DSQ     | —        | —        | NQ           | NQ      |
| Sztafeta 4 × 100 m            | Mujinga Kambundji Marisa Lavanchy Ellen Sprunger Léa Sprunger | 43,21 (NR) | 12.     | —        | —        | NQ           | NQ      |
| Maraton                       | Patricia Morceli Bühler                                       | —          | —       | —        | —        | DNS          | DNS     |
| Maraton                       | Renate Wyss                                                   | —          | —       | —        | —        | 2:50:41      | 35.     |
| Chód na 20 km                 | Laura Polli                                                   | —          | —       | —        | —        | 1:34:07 (PB) | 36.     |
| Chód na 20 km                 | Marie Polli                                                   | —          | —       | —        | —        | 1:36:31 (SB) | 49.     |

#### Konkurencje techniczne
| Konkurencja   | Zawodnik       | Eliminacje | Eliminacje | Finał     | Finał   |
| Konkurencja   | Zawodnik       | Rezultat   | Pozycja    | Rezultat  | Pozycja |
| ------------- | -------------- | ---------- | ---------- | --------- | ------- |
| Skok o tyczce | Nicole Büchler | 4,45       | 15.        | NQ        | NQ      |
| Siedmiobój    | Ellen Sprunger | —          | —          | 6081 (SB) | 13.     |
| Siedmiobój    | Linda Züblin   | —          | —          | 6057 (PB) | 16.     |